# Ko zaprem oči
Ko zaprem oči é um filme de drama esloveno de 1993 dirigido e escrito por Franci Slak. Foi selecionado como representante da Eslovênia à edição do Oscar 1994, organizada pela Academia de Artes e Ciências Cinematográficas.

## Elenco
- Petra Govc - Anna
- Pavle Ravnohrib - Inspetor
- Mira Sardo - Tia
- Valter Dragan - Ivan